# Common law canadienne
Pour un article plus général, voir Droit civil.
La common law canadienne est la branche du droit qui régit les relations entre les individus ou entre les individus et les organisations. Conformément à l'article 92 (13) de Loi constitutionnelle de 1867, les règles entourant le droit civil sont sous la responsabilité des provinces. Ces règles peuvent donc être différentes d'une province à l'autre.
Toutes les provinces, à l'exception du Québec, fondent leurs principes de droit privé sur la tradition de common law. Le droit civil du Québec est quant à lui est inspiré par la tradition civiliste.